# Time to Party
Time to Party – trzeci singel polskiego zespołu muzycznego The Jet Set, wydany w styczniu 2007 roku i promujący reedycję ich debiutanckiego albumu Just Call Me. Utwór został napisany przez Mateusza Krezana, Kamila Varena i Davida Juniora Serame’a. Reprezentował Polskę podczas 52. Konkursu Piosenki Eurowizji w 2007 roku.
17 czerwca 2007 roku utwór zdobył nagrodę Super Jedynki w kategorii Przebój roku podczas 44. Krajowego Festiwalu Piosenki Polskiej, organizowanego w Opolu.

## Historia utworu

### Nagrywanie
Utwór „Time to Party” został napisany i nagrany w 2006 roku, muzykę do niego napisał Mateusz Krezan, a tekst Kamil Varen i raper David Junior Serame, wokalista The Jet Set. Singiel promował reedycję debiutanckiego albumu zespołu Just Call Me, wydanego w 2007 roku. Został zgłoszony do udziału w koncercie Piosenka dla Europy 2007 – polskich selekcjach do 52. Konkursu Piosenki Eurowizji, organizowanego w Helsinkach.

### Piosenka dla Europy, Konkurs Piosenki Eurowizji

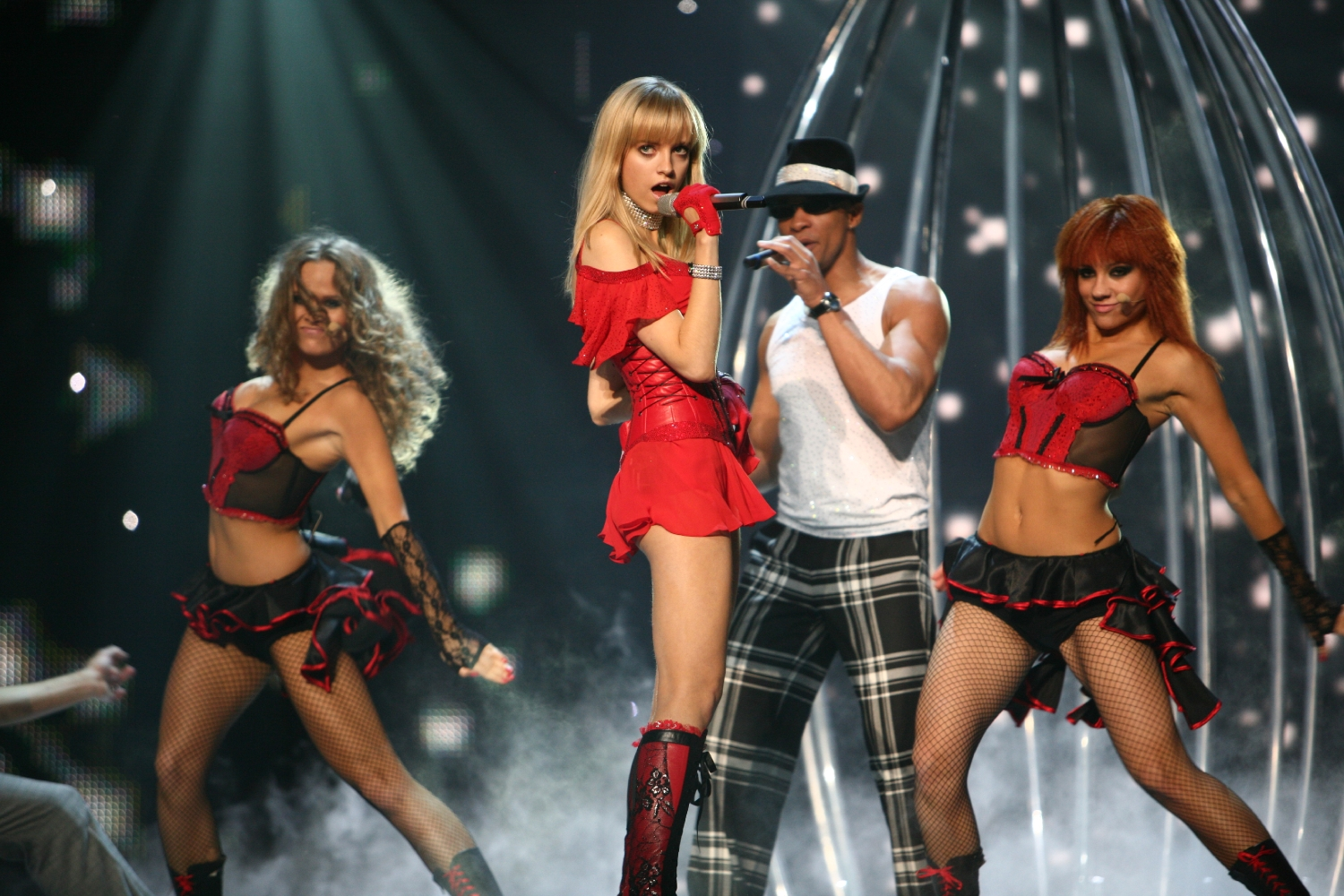
The Jet Set podczas wykonywania utworu „Time to Party” w półfinale 52. Konkursu Piosenki Eurowizji w 2007 roku

Pod koniec listopada 2006 roku opublikowano listę uczestników polskich eliminacji do 52. Konkursu Piosenki Eurowizji organizowanego w Helsinkach – Piosenka dla Europy 2007. Wśród kandydatów znalazł się utwór „Time to Party”, który został faworytem internautów do wygrania. 3 lutego 2007 roku odbył się koncert selekcyjny, w którym singel otrzymał największą liczbę głosów od telewidzów i został reprezentantem Polski w konkursie.
Przed występem na festiwalu, zespół udał się w trasę promocyjną po Europie. Wystąpił podczas finału selekcji hiszpańskich (Mision Eurovision), łotewskich (Dziesma 2007), litewskich i ukraińskich, podczas koncertu Cyprus 12 point (w którym zaprezentowano premierowo cypryjską propozycję). 30 marca utwór został wykonany w trakcie irlandzkiego talk-show, The Late Late Show, a dzień później – w rosyjskim programie C1R. W maju duet rozpoczął próby do występu w półfinale konkursu. Podczas przygotowań, Sasha Strunin (wokalistka zespołu) opisała prezentację jako „zachowaną w stylu Moulin Rouge”. 10 maja duet wystąpił z czternastym numerem startowym w koncercie półfinałowym, zdobył 75 punktów i zajął ostatecznie 14. miejsce, nie kwalifikując się do finału.

## Lista utworów
CD Promo Single (2007)
1. „Time to Party” (Radio Edit – Eurovision Song Contest)
2. „Time to Party” (Album Version)
3. „Time to Party” (Extended Version)
4. „Time to Party” (Club Version)

## Notowania
| Kraj  | Lista (2007)            | Najwyższa pozycja na liście |
| ----- | ----------------------- | --------------------------- |
| Rosja | Tophit (Top Radio Hits) | 318                         |